# Neville–Percy-viszály
A Neville–Percy-viszály két középkori angol család ellenségeskedése volt, amely jelentős szerepet játszott a rózsák háborújának kirobbanásában. Olyan régen gyűlölték egymást, hogy a kiváltó okra már senki nem emlékezett.

## Kezdetek

Henry Percy, Northumberland grófjának címere

A 15. század elején Észak-Angliát tradicionálisan két nagy család, a Percyk és a Neville-ek uralták már csaknem száz éve. A Percyk az 1400-as évek elején veszítettek a hatalmukból, mivel elbukott a király, IV. Henrik  elleni lázadásuk, a Neville-ek viszont elképesztő ütemben gyarapodtak, elsősorban ügyes házasodásaiknak köszönhetően. Az évszázad első öt évtizedében megszerezték többek között Salisbury és Warwick grófi címét.
Hagyományosan a Percyk voltak az urai Északkelet-Angliának, míg a Neville-ek alkották Északnyugat-Anglia domináns családját. Tagjaik sok pénzzel és nagy hatalommal járó pozíciókat birtokoltak, valamint fegyveres erővel felügyelték a skót határ rájuk eső szakaszát. A skót határvidék kormányzói posztja rendkívül jó pénz- és hatalomszerzési lehetőség volt, így annak joga apáról fiúra szállt a két családban. Mivel a kormányzóktól elvárták, hogy hatalmas juttatásukból állandó fegyveres sereget tartsanak fenn, a két családnak magánhadsereg állt rendelkezésére.
A két család kapcsolata feszült volt, de nem annyira, hogy Joan Beaufort, Ralph Neville özvegye ne helyezze Henry Percy, Northumberland grófjának gyámsága alá a családja által nevelt Plantagenet Richárd yorki herceget, illetve Percy ne vehesse feleségül Beaufort lányát, Eleanort. A viszály kirobbanásakor a két család feje Henry Percy, Northumberland grófja, illetve Richard Neville, Salisbury grófja volt, de a háborúskodást nem ők, hanem fiaik, azok közül is a fiatalabbak kezdték. A két legidősebb, Henry Percy, Poynings grófja, illetve Richard Neville, Warwick grófja ekkor még kimaradt a viszályból. A fő hangadók a Percyk részéről Thomas Percy, Egremont bárója, Ralph és Richard Percy volt, míg a másik oldalról Thomas és John Neville, Montagu márkija szította a tüzet. Egremontot veszekedős, erőszakos, tekintélyt nem tisztelő emberként ismerték.

## 1450–1453

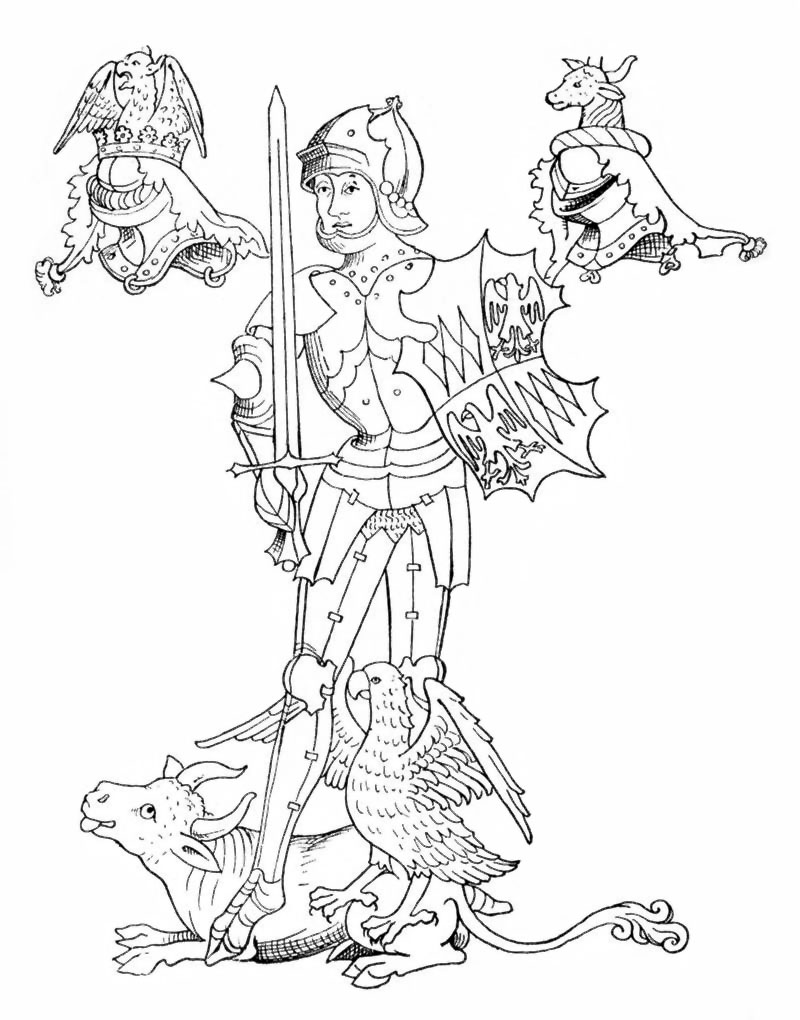
Warwick ábrázolása a rous-i tekercsben

Az 1450-es évek elején Henry Percy, Northumberland grófjának fia, Thomas Percy, Egremont bárója fegyvereseket kezdett toborozni a Neville-ek érdekszférájába tartozó területeken. Pontosan nem tudni, mi vezette, harag a skót háború miatt, földvita, esetleg veszekedésre hajlamos természete, de elkezdte zaklatni a Neville-ek bérlőit és rongálta tulajdonukat. A provokációra John Neville, Montagu márkija hasonló módon válaszolt. A kisebb csetepaték miatt a királyi tanács levélben szólította fel a két ház fejét, hogy fogják vissza fiaikat. A levélnek nem lett hatása, 1453. július 29-én John Neville embereivel Topcliffe House-hoz vonult, és megpróbálta elfogni Egremontot. Azzal fenyegette meg a helyieket, hogy mindenkit felakasztat, ha nem hozzák elé a bárót.
A tanács felszólította Egremontot, hogy jelentkezzen katonai szolgálatra Franciaországba, de ő nem tett eleget az utasításnak. 1453. augusztus 24-én Egremont és testvére, Richard Percy fegyveresek élén megzavarta Thomas Neville, Salisbury második fiának lakodalmi menetét Heworth-nál, York közelében. Az akcióban, amely Heworth Moor-i összecsapásként híresült el, kevesen sérültek meg. Salisbury azonnal legidősebb fiáért Warwickért küldött, aki öt éve nem járt otthon. Warwick azonnal északra indult.
Az ellenségeskedés folyt tovább, mindkét oldal zaklatta a másik bérlőit, rongálta vagyontárgyait: John Neville Northumberland cattoni házát dúlta fel, Richard Percy  Neville gargrave-i bérlőit terrorizálta. A királyi tanács mindössze egy helytelenítő levelet küldött, ami kiábrándította Salisburyt, aki abban bízott, hogy Egremontot és embereit bíróság elé állítják. York polgármestere megpróbált közvetíteni a két család között, de 1453 október 20-án a Neville-k és a Percyk csapatai felvonultak, és három napon át fenyegető közelségben, alig hat kilométerre voltak egymáshoz. Végül nem csaptak össze, de a szenvedélyek nem csitultak.

## 1454

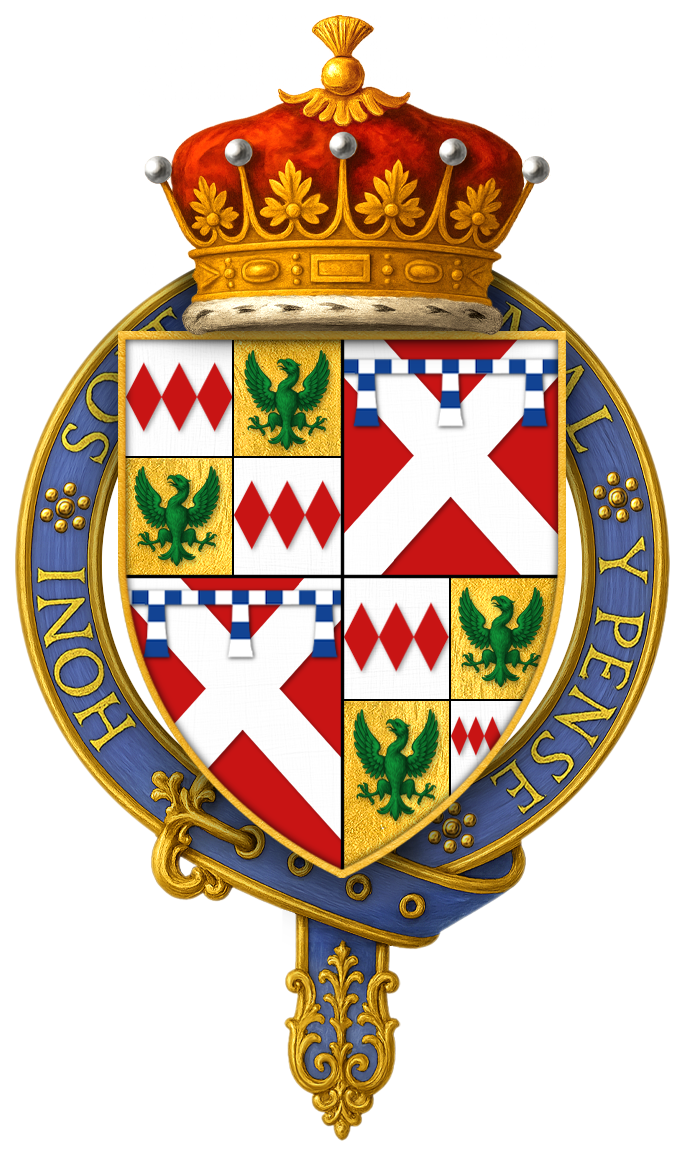
Salisbury címere a Térdszalagrenddel kombinálva

Warwick haragba került korának másik hatalmasságával, Edmund Beaufort, Somerset hercegével, mivel az kapta meg glamorgani birtokát, erős szövetséget kötött annak legfőbb ellenfelével Plantagenet Richárd yorki herceggel. Mivel York egy Neville-lányt, Cecilyt, Salisbury húgát vette feleségül, természetes szövetségesüknek számított. Megszületett az alku: York segíti a Neville-eket a Percyk ellen, a Nevielle-k pedig York mellé állnak, és támogatni fogják kormányzati reformjait és Somerset eltávolítását.
A viszály ezzel országos szintre emelkedett.
1454 májusában – VI. Henrik betegsége alatt – York lett a régens, és úgy döntött, hogy a Neville-ek javára rendezi az ügyet. A parlamenttel határozatot hozatott, amely szerint vagyonelkobzással büntethetik azt, aki az idézés ellenére nem jelenik meg a királyi tanács előtt. Egy másik döntéssel elmarasztalták a Percyket, mert hatalmukat dél felé, Yorkshire-re is megpróbálták kiterjeszteni. Ezeket a rendeleteket számos idézés követte, amelyeknek a Percy-k nem tettek eleget. A Neville-ek most már hivatalos támogatással vadászhattak a Percykre. Válaszul Northumberland Henry Holland, Exeter hercegénél, Somersetnél és Anjou Margit angol királynénál keresett pártfogást, és ezzel nagyjából kialakult a rózsák háborújának két ellenlábasa: a York-párt és a Lancaster-párt.
Nyáron tovább éleződött a vita, amikor Egremont és Exeter York-ellenes felkelést robbantott ki. Habár a lázadást hamar leverték, Exeter pedig börtönbe került, Egremont folytatta a támadásokat Neville támogatói ellen. Késő októberben Thomas és John Neville a Stamford Bridge-i csatában megverte Egremontot és bátyját, Richard Percyt. Egremontot York elé vitték, aki olyan mértékű büntetést szabott ki rá a heworth-i csetepaté miatt, amelynek kifizetésére reménye sem volt, így a londoni adósok börtönébe zárták, ahonnan csak 1456-ban tudott megszökni.

## 1455–1461
1455 májusában a két nagy tábor fegyveresei összecsaptak St. Albansnél: a yorki győzelemmel végződő csatában megölték Somersetet, Northumberlandet és Cliffordot. Northumberland fia elkötelezte magát a Lancaster-párt mellett. 1458-ban VI. Henrik megpróbálta kibékíteni a Neville és a Percy családot, de az erőszak folytatódott. 1460-ban ütközetben vagy hóhér által meghalt Egremont, Salisbury, York és Thomas Neville. 1461 márciusában Northumberland fia saját kezűleg ölte meg York fiát, Edmundot.